# Martin Škoula
Martin Škoula (* 28. Oktober 1979 in Litoměřice, Tschechoslowakei) ist ein ehemaliger tschechischer Eishockeyspieler, der im Verlauf seiner aktiven Karriere zwischen 1995 und 2014 unter anderem 859 Spiele für die Colorado Avalanche, Dallas Stars, Minnesota Wild und Pittsburgh Penguins in der National Hockey League auf der Position des Verteidigers bestritten hat. Darüber hinaus war er für den HK Awangard Omsk und HC Slovan Bratislava in der Kontinentalen Hockey-Liga aktiv. Seinen größten Erfolg feierte der mehrfache tschechische Nationalspieler und Medaillengewinner bei Weltmeisterschaften in Diensten der Colorado Avalanche mit dem Gewinn des Stanley Cups im Jahr 2001.

## Karriere

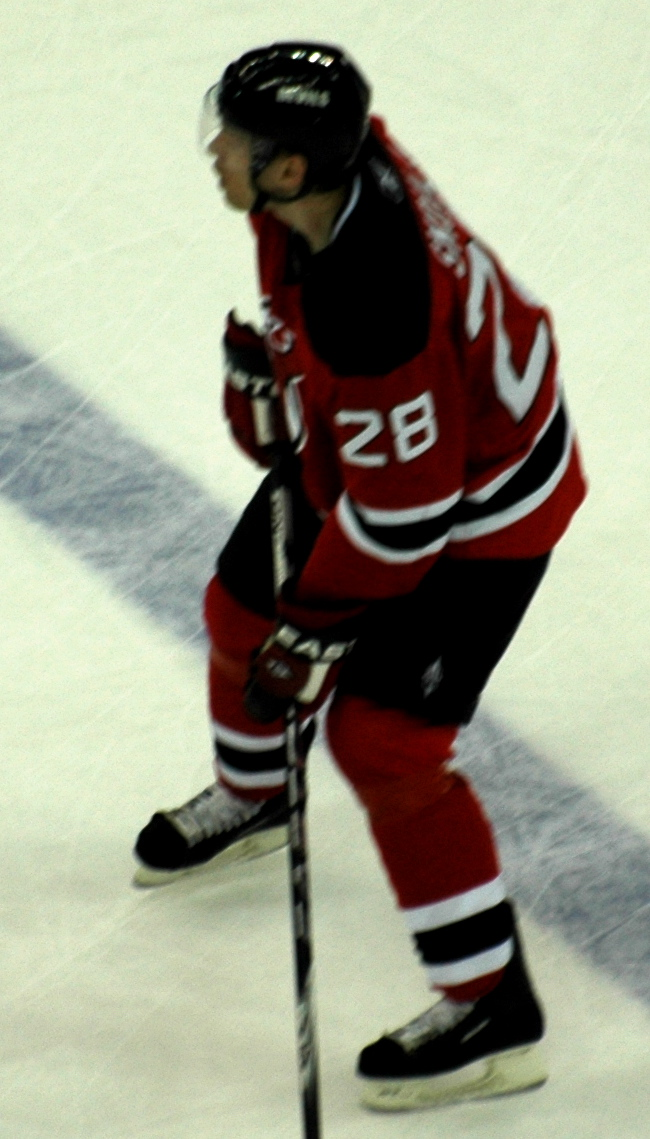
Škoula im Trikot der New Jersey Devils

### National
Škoula wurde beim NHL Entry Draft 1998 in der ersten Runde an insgesamt 17. Stelle von der Colorado Avalanche gezogen, nachdem er zwei Spielzeiten in seiner Heimat und eine Saison bei den Barrie Colts, die ihn beim CHL Import Draft 1997 im ersten Durchgang als insgesamt 33. Spieler ausgewählt hatten, in der Ontario Hockey League gespielt hatte. In der Saison 2000/01 gewann er mit der Avalanche den Stanley Cup.
Am 21. Februar 2004 wurde Škoula zu den Mighty Ducks of Anaheim transferiert, die Colorado Avalanche erhielt im Gegenzug Kurt Sauer und einen Viertrunden-Draftpick im NHL Entry Draft 2005. Sein Vertrag lief am Ende der Saison aus und wurde nicht verlängert. Den Lockout der NHL-Saison 2004/05 über spielte er bei seinem Jugendverein HC Chemopetrol Litvínov. In der Saison 2005/06 war er zunächst ein sogenannter Unrestricted Free Agent, ehe er am 3. August 2005 einen Vertrag in Texas bei den Dallas Stars unterschrieb. Auch dieses Arbeitsverhältnis war nur von kurzer Dauer und schon im März 2006 wurde er zusammen mit Shawn Belle im Austausch für Willie Mitchell und einem Zweitrunden-Draftpick für den NHL Entry Draft 2007 zu den Minnesota Wild transferiert. Am 29. September 2009 unterschrieb Martin Škoula bei den Pittsburgh Penguins einen Einjahresvertrag.
Im März 2010 wurde er zusammen mit Luca Caputi im Tausch gegen Olexij Ponikarowskyj an die Toronto Maple Leafs abgegeben. Keine zwölf Stunden später wurde er an die New Jersey Devils weitergereicht. Zur Saison 2010/11 wurde er vom HK Awangard Omsk aus der Kontinentalen Hockey-Liga verpflichtet und spielte für Omsk bis 2012. Kurz nach Saisonstart 2012 wechselte er innerhalb der KHL zum HC Lev Prag. Ab Januar 2013 wurde Škoula vom HC Lev in der zweiten Spielklasse Tschechiens, der 1. Liga, eingesetzt, nachdem er zunächst auf die KHL-Waiver-Liste gesetzt worden war.
In der Saison 2013/14 war er für den HC Slovan Bratislava aktiv, ehe er im Mai 2014 von den Bílí Tygři Liberec aus der tschechischen Extraliga verpflichtet wurde und für diesen zehn weitere Extraliga-Partien absolvierte. Im Sommer 2015 beendete er seine Karriere offiziell.

### International
Im Nachwuchsbereich spielte Škoula für Tschechien bei der U18-Europameisterschaft 1997. Sein erstes großes Turnier für die tschechische Eishockeynationalmannschaft bestritt er bei den Olympischen Winterspielen 2002 in Salt Lake City. Anschließend nahm er an den Weltmeisterschaften 2004, 2006 und 2011 sowie dem World Cup of Hockey 2004 teil. Dabei wurde er 2006 Vizeweltmeister und gewann 2011 die Bronzemedaille.

## Erfolge und Auszeichnungen

### National
- 1998 OHL First All-Rookie Team
- 1998 CHL All-Rookie Team
- 1998 CHL Top Prospects Team
- 1999 OHL Second All-Star Team
- 1999 Beste Plus/Minus-Bilanz der OHL
- 2001 Stanley-Cup-Gewinn mit der Colorado Avalanche
- 2011 Teilnahme am KHL All-Star Game

### International
- 2006 Silbermedaille bei der Weltmeisterschaft
- 2011 Bronzemedaille bei der Weltmeisterschaft

## Karrierestatistik

### International
Vertrat Tschechien bei:
| - Olympischen Winterspielen 2002 - Weltmeisterschaft 2004 - World Cup of Hockey 2004 | - Weltmeisterschaft 2006 - Weltmeisterschaft 2011 |

(Legende zur Spielerstatistik: Sp oder GP = absolvierte Spiele; T oder G = erzielte Tore; V oder A = erzielte Assists; Pkt oder Pts = erzielte Scorerpunkte; SM oder PIM = erhaltene Strafminuten; +/− = Plus/Minus-Bilanz; PP = erzielte Überzahltore; SH = erzielte Unterzahltore; GW = erzielte Siegtore; 1 Play-downs/Relegation; Kursiv: Statistik nicht vollständig)